# Arraigo (ballet)
Arraigo es un ballet de estética neoclásica creado en 1988 por el compositor español Jerónimo Maesso para el director y coreógrafo aragonés Víctor Ullate.
Consta de diez partes las cuales están basadas en distintos palos flamencos interpretados por instrumentos digitales donde predominan sonidos inéditos de percusión, sintetizadores y voces tratadas. Resultó un éxito sin precedentes dentro de la coreografía contemporánea desde el mismo día de su estreno, ocho de agosto de 1988, en el Centro Cuartel del Conde-Duque de Madrid durante el festival de Los Veranos de la Villa, éxito que ha mantenido durante los más de veinte años ya que la compañía del citado coreógrafo lo viene manteniendo en cartel y durante los que se ha paseado por los más importantes escenarios del mundo. 
Ha supuesto el lanzamiento de la mayoría de bailarines españoles que han trascendido internacionalmente durante las dos últimas décadas como son: Tamara Rojo, Ángel Corella, Joaquín de Luz, Lucía Lacarra, Jesús Pastor, María Giménez, Igor Yebra, Ana Noya y Carlos Pinillos entre otros. Ganó el Premio a la Coreografía Contemporánea en el Festival Especial de Eurovisión de 1989 que se desarrolló en París, siendo Roland Petit presidente del jurado.
En 1992 la obra fue escogida por el conjunto español de gimnasia rítmica para su ejercicio de 3 pelotas y 3 cuerdas, así como por las gimnastas rítmicas Carmen Acedo para su ejercicio de mazas de 1993, y Almudena Cid para su ejercicio de mazas de 2008.